# Galicia (L-51)
Galicia (L-51) je výsadková loď typu Amphibious Transport Dock Španělského námořnictva, která nese název po španělském regionu Galicie. Jedná se o vedoucí loď třídy Galicia.

## Služba
Od listopadu 1998 do ledna 1999 poskytovala Galicia humanitární pomoc ve Střední Americe po hurikánu Mitch. Od prosince 2002 do února 2003 se plavidlo podílelo na likvidaci následků ztroskotání tankeru Prestige a následné ropné skvrny. Od ledna do dubna 2005 byla Galicia nasazena při poskytování humanitární pomoci v Iráku.
Galicia se zúčastnila operace Respuesta Solidaria v Banda Acehu po tsunami na severozápadě Sumatry. Následovala operace Libre Hidalgo na podporu mírových sil OSN v Libanonu. V rámci operace Atalanta bojující proti pirátství v Indickém oceánu a u pobřeží Somálska byla Galicia nasazena dvakrát, jednou v roce 2010 a podruhé v roce 2011. 2. dubna 2020 byla Galicia nasazena ve španělské Melille, aby pomohla městu v boji proti covidu-19.

## Výzbroj

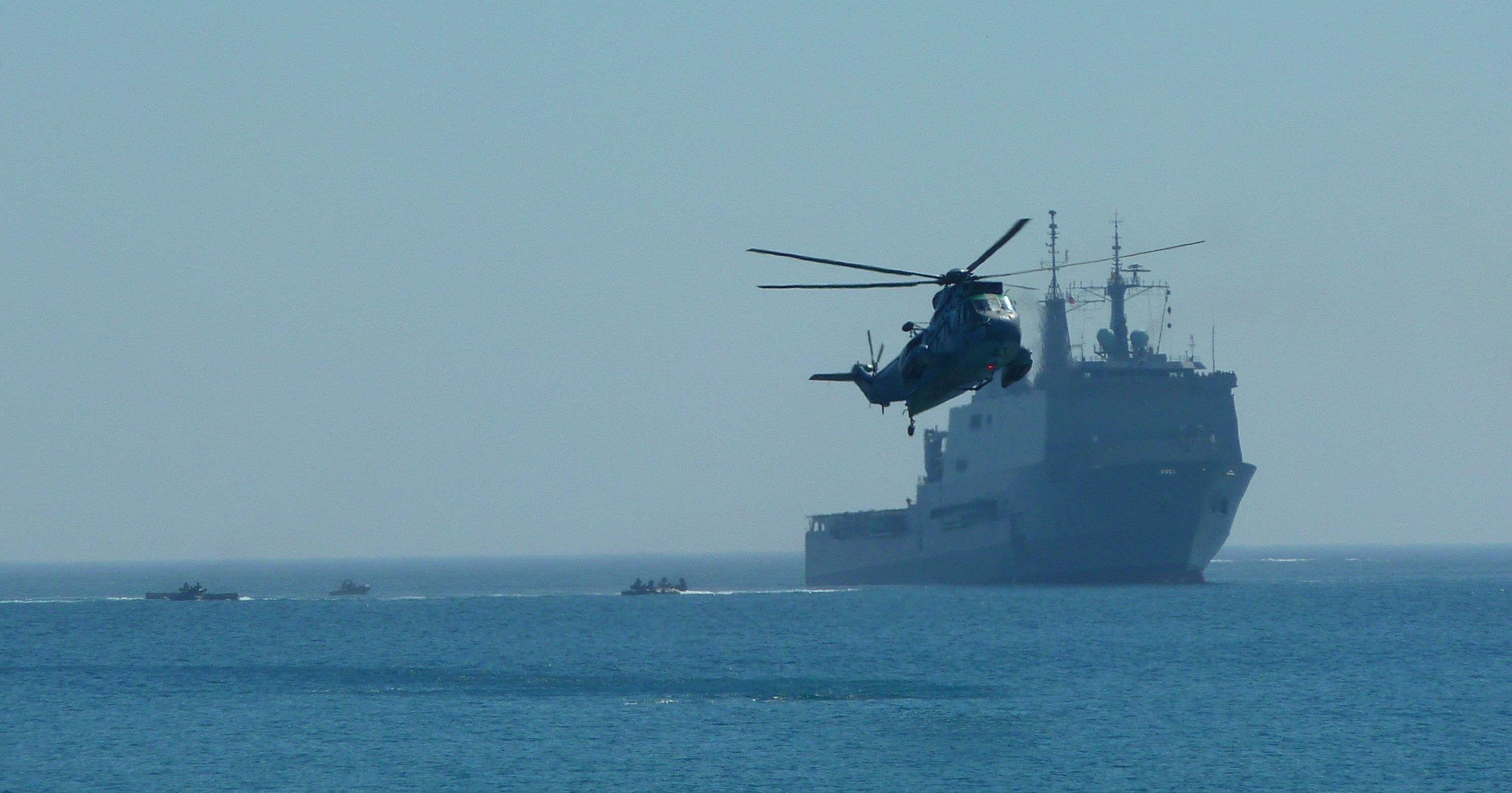
Vrtulník SH-3D Sea King

Galicia je vyzbrojena dvěma 20mm automatickými kanóny Oerlikon a dvěma 20mm hlavňovými systémy blízké obrany Meroka. Loď je také vybavena čtyřmi odpalovači klamných cílů Mk 36 SRBOC, které mají za cíl zmást protilodní střely nepřítele.

## Pozemní síly a technika
Loď může převážet více než 500 plně ozbrojených vojáků, 130 obrněných transportérů nebo 33 hlavních bojových tanků.